# DecoTurf

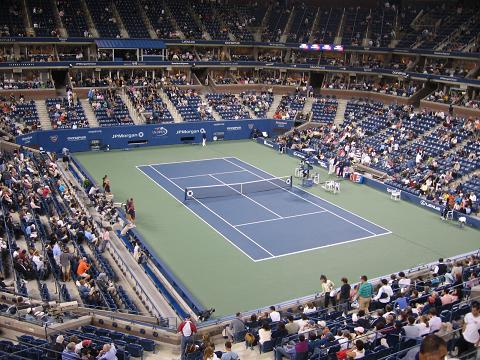
A quadra do Arthur Ashe Stadium em DecoTurf.

DecoTurf é uma marca de piso para quadra dura de tênis construída com camadas de resina acrílica [en], borracha, sílica e outros materiais sobre uma base de asfalto ou concreto. É fabricado pela divisão de superfícies esportivas da "California Products Corporation", com sede em Andover, Massachusetts.
Esse tipo de piso está atualmente em uso nos seguintes torneios:
- Washington Open
- Dubai Championships
- Canada Masters
- China Open
- Japan Open
- Shanghai Masters

O DecoTurf foi utilizado no US Open de 1978 a 2019, nas Olimpíadas de 2020, realizadas em Tóquio, no Japão; nas Olimpíadas de 2008 realizadas em Pequim, China e as Olimpíadas de 2004 realizadas em Atenas, Grécia, bem como os Jogos Paraolímpicos em ambos os locais.